# Monastère Saint-Jean-Baptiste (Čačak)
Pour les articles homonymes, voir Monastère Saint-Jean-Baptiste.
Le Monastère Saint-Jean-Baptiste (en serbe cyrillique : Манастир Јовање ; en serbe latin : Manastir Jovanje) est un monastère orthodoxe serbe situé près d'Ovčar Banja, dans le district de Moravica et sur le territoire de la Ville de Čačak, dans l'ouest de la Serbie. Il fait partie des dix monastères situés dans la gorge d'Ovčar-Kablar.

## Histoire
Le monastère Saint-Jean-Baptiste, situé sur une péninsule formée par un méandre de la Zapadna Morava, est mentionné pour la première fois en 1536. Il a servi de laure et de centre administratif pour tous les monastères de la gorge. Ruiné, le monastère a été rétabli par l'évêque Nikolaj Velimirović en 1936, qui, avec l'appui de l'archimandrite Rafailo Hilandarac, y a fait venir douze religieuses. L'église du monastère a été inondée lors de la construction du barrage de Međuvršje en 1954 ; l'actuelle église a été conçue par Dragomir Tadić, qui y a mêlé les formes anciennes et nouvelles de l'architecture sacrée. Elle abrite aujourd'hui deux icônes qui remontent à 1850.

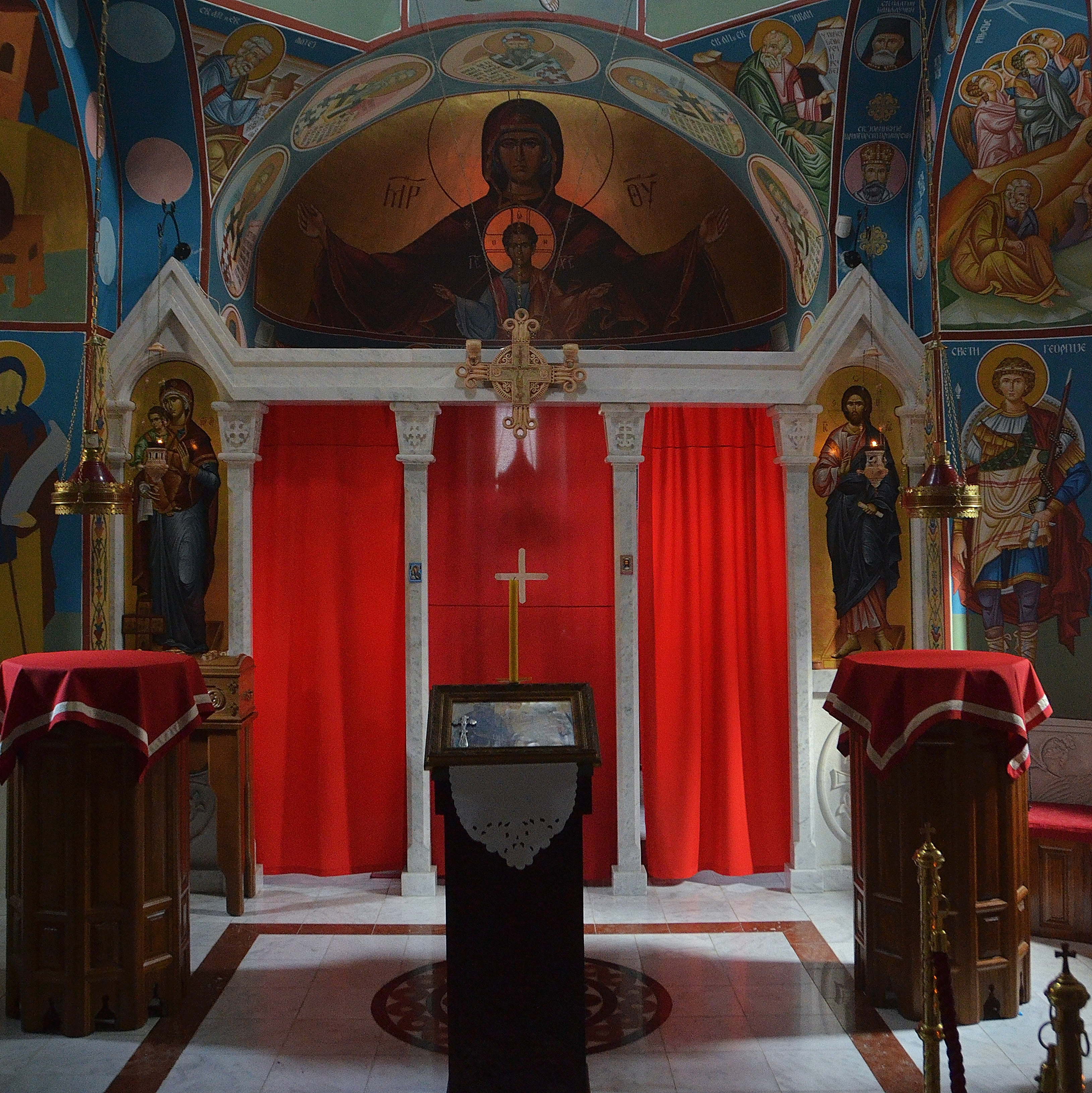
L'iconostase de l'église